# 米哈伊利夫卡 (克列梅涅茨區)
49°56′41″N 26°8′23″E / 49.94472°N 26.13972°E
米哈伊利夫卡（烏克蘭語：Михайлівка）是位於烏克蘭西部的村莊，由捷爾諾波爾州克列梅涅茨区的拉尼夫齊市鎮負責管轄。該村始建於1988年，面積0.15平方公里，2001年人口434，人口密度每平方公里2,893.3人。